# ماوريسيو
ماوريسيو – (أو ماوريثيو) Mauricio هو اسم إسباني وبرتغالي مذكر، يعادل في الإنجليزية موريس Maurice. وهو مشتق من الاسم الروماني ماوريتيوس Mauritius . وله جذور لاتينية، ومعناه «ذو البشرة السوداء أو المغربي».
وفيما يلي الأسماء المعادلة في اللغات الأخرى:
- موريس – Maurice – في الإنجليزية.
- موريس – Morris – في الإنجليزية.
- ماوريثيو – Mauricio – في الإسبانية.
- ماوريسيو – Maurício – في البرتغالية.
- موريس – Maurice – في الفرنسية.
- موريتس – Moritz – في الألمانية.
- ماوريتزيو – Maurizio – في الإيطالية.
- ماوريتس – Maurits – في الهولندية.